# Július 15. vértanúinak hídja
A Július 15. vértanúinak hídja (törökül: 15 Temmuz Şehitler Köprüsü), korábban Boszporusz híd vagy Első Boszporusz-híd (törökül: Boğaziçi Köprüsü vagy Birinci Köprü), egy – a város európai és ázsiai felét összekötő – acélpilonos függőhíd a törökországi Isztambulban, a Boszporusz fölött. A híd a város európai, Ortaköy kerületét köti össze az ázsiai oldalon fekvő Beylerbeyi kerülettel. Hosszúsága 1560 méter, szélessége 39 méter. A pilonok közötti távolság 1074 méter, a pályaszerkezet 64 méterrel van a tenger felszíne fölött. Építését 1973-ban fejezték be, akkor a világ 4. leghosszabb függőhídja volt, és a leghosszabb az Amerikai Egyesült Államok területén kívül.
A 2016-os törökországi katonai puccskísérlet során a katonák az elsők között a Boszporusz hídjait zárták le, ezért 2016. július 25-én Binali Yıldırım miniszterelnök bejelentette, hogy a hidat a július 15-i események polgári áldozatainak tiszteletére átnevezik.

## Története
1957-ben Törökország akkori miniszterelnöke, Adnan Menderes hozta meg a döntést, miszerint hidat kell építeni a Boszporusz fölé. A hidat a brit Sir Gilbert Roberts tervezte, az ő nevéhez fűződik számos más híd is, mint például a Humber híd, a Severn híd, a Forth Road híd, az Auckland Harbour híd és az Adomi híd. A mérnöki munkát a szintén brit Freeman Fox & Partners végezte. Az építés 1970-ben kezdődött és négy évig tartott, a kivitelező a török Enka Insaat ve Sanayi építőipari vállalat volt. A 200 millió dolláros projekten 35 mérnök és 400 munkás dolgozott.

## Közlekedés
A hídon nyolc sáv helyezkedik el, mindkét oldalon három-három sávban közlekednek a járművek, a negyedik a leállósáv, és van még egy gyalogosjárda is mindkét oldalon. Munkanapokon reggel négy sávban az európai oldal felé haladhatnak az autósok, és csak két sávban Anatólia felé. Esténként a helyzet megfordul, négy sáv halad az ázsiai oldal felé és kettő az ellenkező irányba. Az első években a gyalogosok is használhatták a hidat, ma már tilos gyalogosan átkelni. Ugyanígy tilos nehéz járműveknek (kamionoknak) használni a Boszporusz hidat.
Ahhoz, hogy valaki átkelhessen a hídon, híddíjat kell fizetnie, amikor átlép az ázsiai oldalra (de fordított irányban nem). A hídkapuk ma már úgynevezett Otomatik Giriş Sistemi, azaz automatikus beléptetőrendszer alapján működnek, nem kell megállni a fizetéshez. Ez tulajdonképpen egy kis készülék, amit az autóra szerelnek, és a hozzá kapcsolódó számlát elektronikusan lehet feltölteni. A törökországi autópályák is ilyen beléptetőrendszerrel vannak ellátva. Amikor az autó elhalad az ellenőrző pont mellett, a rendszer érzékeli az OGS-készüléket, és a tulajdonos bankszámlájáról levonja az autópálya/híd használati díjának megfelelő összeget. Az OGS mellett a Boszporusz-híd úgynevezett KGS-kapukkal (Kart Giriş Sistemi) is el van látva, ahol mágneskártyával lehet áthaladni a hídon. A használati díj jelenleg 3 líra. Készpénzzel ezentúl kizárólag a Győzedelmes Mehmed szultán hídon lehet majd fizetni, ami 5 kilométerrel északra található.

## Különleges események

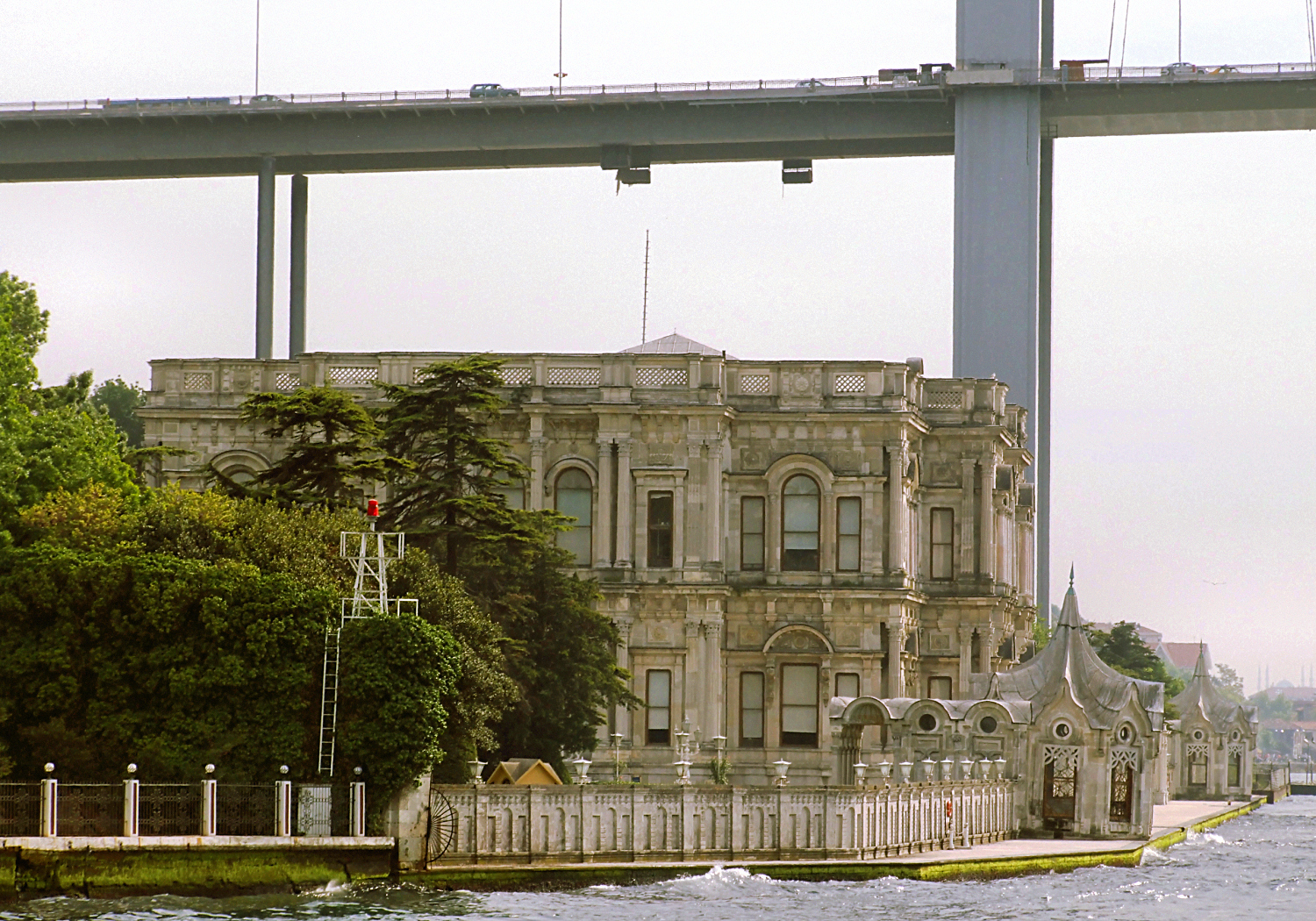
A Beylerbeyi palota a Boszporusz-híd ázsiai lábánál.

- 2005. május 15-én Venus Williams amerikai teniszcsillag és İpek Şenoğlu török teniszezőnő ötperces játszmát játszottak a hídon. Ez volt az első teniszmérkőzés, ami két kontinensen egyszerre zajlott.
- 2005. július 17-én a brit Formula 1-es pilóta, David Coulthard áthajtott a hídon Red Bull Racing-es autójával, a török nagydíjat megelőzően, majd leparkolt a Dolmabahçe palota kertjében. Az isztambuli nagydíj előtt, augusztusban Coulthardot megbüntette az automata figyelőrendszer, amiért fizetés nélkül hajtott át a hídon. A csapata vállalta, hogy kifizeti a 20 eurós büntetést.